# شب توت‌فرنگی
شب توت‌فرنگی (انگلیسی: Strawberry Night) فیلمی در ژانر درام به کارگردانی یوایچی ساتو است که در سال ۲۰۱۳ منتشر شد.

## بازیگران
- اوساوا تاکائو
- هیدتوشی نیشیجیما
- تتسویا تاکه‌دا
- توموکازو میورا
- رنجی ایشیباشی
- تتسوشی تاناکا
- یوکو تاکه‌اوچی
- شوتا سومتانی